# Salem Aleikum (Film)
Salem Aleikum ist eine deutsche Filmkomödie aus dem Jahr 1959 von Regisseur Géza von Cziffra mit Peter Alexander in der Hauptrolle.

## Handlung
Peter Karmann ist Lehrer für orientalische Sprachen. Der Hobbymusiker tritt jeden Abend in einer Bar auf und ist deswegen im Unterricht oft müde. Als dies seiner Vorgesetzten auffällt, wird er kurzerhand gefeuert. Da er in der Nacht zuvor in der Bar seinen ehemaligen Freund Henri Holler getroffen hat, der jetzt Manager einer Ballettgruppe ist und der ihm angeboten hatte ihn für die Orient-Tournee seiner Gruppe zu engagieren, nimmt er dessen Angebot nun an.
In El Bara wird Peter für den gesuchten Schmugglerkönig Jack Castillo gehalten, der ihm zum Verwechseln ähnlich sieht. Diverse unliebsame Überraschungen sind die Folge. Mit Hilfe der schönen Marcella und dem Hündchen Struppi übersteht Peter alle Schwierigkeiten.

## Hintergrund
Der Film wurde im Studio Hamburg der Real-Film hergestellt. Der Filmtitel verweist auf die arabische Grußformel as-salāmu ʿalaikum (deutsch: „Friede sei mit dir“). Kinostart in Deutschland war am 3. Dezember 1959, in Österreich am 1. Januar 1960.

## Lieder
- Mein ganzes Leben ist Musik (Peter Alexander)
- Ein kleines Haus am blauen See (Peter Alexander und Margrit Imlau)
- Penny-Swing (Peter Alexander)

## Kritiken
„Lustspiel mit Peter Alexander, dürftig in Story und Ausführung; was wohl als Parodie im Stil amerikanischer Groteskfilme gemeint ist, erschöpft sich in flachen Dialogen.“

„Nach So ein Millionär hat’s schwer eine weitere banale musikalische Verwechslungskomödie, die Geza von Cziffra mit Peter Alexander inszenierte. Statt der Riviera bildet nun das exotische Nordafrika die attraktive Kulisse, in der Alexander wieder mit Germaine Damar anbandelt, während er Lieder wie ‚Mein ganzes Leben ist Musik‘ und den ‚Penny-Swing‘ zum Besten gibt.“

„Papas Kino und seine Chargen knattern vor sich hin.“

„Der Stoff ist mit netten und sogar neuen Einfällen gespickt.“